# わかやまナイズ
ライブマリーナα わかやまナイズは、テレビ和歌山(WTV)で2006年4月29日まで放送されていた情報番組。
番組特製ステッカーがあり、番組が終了して長い時間が経つ今でも、#前身の番組のステッカーとともに、和歌山県内の店で数多く見受けられる。
基本的にはテレビ和歌山本社スタジオから生放送だったが、和歌山マリーナシティやテレビ和歌山住宅展示場で公開生放送を行う時もあった。

## 主な出演者
- 桂枝曾丸（和歌山のおばちゃん役）
- 中井裕美
- 猿渡ゆか
- 笠野衣美（WTVアナウンサー）

## 放送時間
土曜 12：30-13：30

## 主なコーナー
- 「あでー」の輪を広げよう！
- Lunchほんじゃ行っこか
- 今週のあで～
- ええ人（所）あらいてぇ
- 電話DEあで～

## 前身の番組
- ライブマリーナ!!　わかやま魅力発見所（マリーナシティ内わかやま館からの公開生放送だった）